# إيما إيرين أستروم
إيما إيرين أستروم (بالسويدية: Emma Irene Åström)‏ هي مُدرسة فنلندية، ولدت في 27 أبريل 1847 في Taivassalo ‏ في فنلندا، وتوفيت في 3 يوليو 1934 في Ekenäs, Finland ‏ في فنلندا.